# Tim Cuddihy
Tim Cuddihy (n. 21 mai 1987, Toowoomba, Queensland, Australia) este un arcaș ce a reprezentat Australia, medaliat olimpic. A participat la o ediție a Jocurilor Olimpice (2004) în care a câștigat o medalie de bronz.

## Participări
Lista de mai jos prezintă principalele competiții la care a participat Tim Cuddihy de-a lungul carierei.
- archery at the 2004 Summer Olympics – men's individual[*]